# Vlengendaal
Vlengendaal (Limburgs: De Vlengeder) is een buurtschap ten zuiden van Bocholtz in de gemeente Simpelveld in de Nederlandse provincie Limburg. Vlengendaal ligt op het Plateau van Bocholtz. In de buurtschap staan rond de 100 huizen met ongeveer 250 inwoners.
In Vlengendaal staan twee oude vierkantshoeven, 'De Puthof' en de 'Vlengendalerhof'.

## Kalksteenwinning
In de Vlengendaal werd op drie verschillende plekken ook het Bocholtzer Kalksteen gewonnen, een hardere variant van het Kunrader kalk. Hoeve "De Puthof" (bouwjaar 1938) is volledig gebouwd met steen uit een groeve die zich achter de boerderij bevond.

## Oorsprong naam
In de volksmond werd en wordt de Vlengendaal ook wel "D'r Doeveberg" genoemd. De oorsprong van deze naam is niet duidelijk. De naam Vlengendaal vindt zijn oorsprong in een hoeve die aan het einde van de weg door Vlengendaal te vinden is. Op oude landkaarten staat de buurtschap dan ook aangegeven als de Vlengendalerweg.

## Wegkruis
Op de splitsing Vlengendaal/Pleiweg staat een gietijzeren wegkruis. Dit kruis is in 1953 geplaatst door de buurtvereniging 'Hinger de Pleibruck'.

## Romeinse restanten
Bij Vlengendaal werd in 1911 en 1912 een grote Romeinse villa opgegraven, de Romeinse villa Bocholtz-Vlengendaal. De villa had een oppervlakte van 44 bij 31 meter en kende een voor de streek tussen Maas en Rijn ongebruikelijke asymmetrische opzet. In 2003 werd een Romeinse sarcofaag uit de tweede of derde eeuw na christus opgegraven.
Door Vlengendaal loopt de zogenaamde Vlengendaalroute. Een door de gemeente uitgestippelde route langs alle locaties in Bocholtz waar de aanwezigheid van de Romeinen is aangetoond. Er staan informatieborden met uitleg bij de locaties.
Dorpen: Bocholtz · Simpelveld

Gehuchten en buurtschappen: Baaks/Sweijer · Baneheide · Bocholtzerheide · Bosschenhuizen · Broek · Bulkemsbroek · Huls · In de Gaas · Molsberg · Prickart · Rodeput · Vlengendaal · Waalbroek · Zandberg

Limburg: Steden en dorpen      Nederland: Provincies · Gemeenten